# Fender Stratocaster
La Fender Stratocaster, comunament coneguda com a Strat, és un model de guitarra elèctrica dissenyat per Leo Fender el 1954 i que continua fabricant-se. Des de la introducció al mercat ha tingut tal succés que diferents marques –en particular asiàtiques–, van imitar-la amb major o menor fortuna. A alguns dels imitadors van començar el negocis amb aquestes còpies. Certs models fins i tot són produïts sota l'autorització de Fender, per exemple Behringer; però la forma del claviller de la guitarra és patentada, per tant no pot ser copiada. El disseny de les guitarres Squier sí que és exactament igual, ja que les fabrica la mateixa Fender.

## Disseny i so
La Stratocaster és una guitarra de cos massís, obtingut a partir d'una sola peça de fusta, encara que en l'actualitat la majoria es fabrica utilitzant diverses parts encolades. El màstil va unit al cos mitjançant cargols, llevat d'alguns models fets a mida en els quals s'encola (són molt exclusius)
Afegeix també una pastilla més a la construcció. El selector de pastilles dels models actuals tenen, en general, cinc posicions diferenciades, dues de les quals activen alhora dues pastilles de la guitarra, i les connecten en paral·lel, encara que en els primers models només disposava de tres posicions, una per a cada pastilla. Això va ser així fins que alguns músics van trobar la possibilitat de disposar de dos nous sons desfasats, situant el selector a les posicions intermèdies. Aquestes noves possibilitats de so juntament amb un disseny futurista per a l'època van suposar potser el major reclam de la Strat davant la Fender Telecaster. Per la seva part, les dues posicions intermèdies (connexió en paral·lel) li atorguen al so un caire molt més líquid i profund, de menor percussivitat.
El major dels atractius d'aquesta guitarra rau en el seu so. A les tres posicions extremes del selector a la configuració estàndard s'activen una a una les pastilles (de bobinatge simple), que confereixen a l'instrument una gamma de sons extensa i fructífera. Profundament sensible a l'atac de la pua, el timbre de la Strat és considerat un dels més característics de la història de la guitarra moderna.
És per això que la Stratocaster es considera una guitarra adequada per a multitud d'estils musicals, pràcticament és camaleònica. Té sentiment per al Blues, groove per al Funk, punch per al Rock, textura per al jazz i agressivitat per al heavy metal i el Punk rock. El seu clàssic rival quant a vendes és la Gibson Les Paul, que té pastilles dobles (també anomenades humbuckers).
El so de la Fender Stratocaster, la fa apta per al blues, rock, heavy metal o pop, amb les tres pastilles single coil, encara que alguns models incorporen dos single coil i una pastilla humbucker.

## Història
La Fender Stratocaster va ser concebuda per Leo Fender com una evolució natural d'un model anterior de guitarra, la Fender Telecaster, també dissenyada per ell mateix i que encara es comercialitza amb molt èxit. A partir de 1951 es va embarcar formalment en un projecte per obtenir un nou prototip amb millors característiques.
Leo Fender es va preocupar per conèixer l'opinió de diversos guitarristes, i va ser Bill Carson un dels que més va influir amb les seves indicacions en les característiques del nou instrument.
Una de les demandes més comunes remetien al cos de la guitarra, que a la Telecaster consistia en una placa mal modelada i que s'adaptava amb dificultat al cos de l'intèrpret. Fender va redissenyar llavors la silueta en alguns llocs estratègics, de manera que fos més còmoda. En particular, va rebaixar la part superior posterior i la part frontal inferior, zona on descansa el braç del guitarrista. Va afegir a més de l'únic tall o cut-away per sota del pal un altre tall per sobre d'aquest que permetia accedir millor a les notes més altes.
Una de les novetats més importants de la Stratocaster va ser el seu braç de trémolo. El sistema, ja desenvolupat per Bigsby, permetia baixar les notes un to mitjançant una palanca, propera a la mà dreta, que reduïa la tensió de les cordes. Una vegada deixada anar, la guitarra havia de tornar al to original sense contratemps, però els sistemes d'aquell llavors no eren a la pràctica infal·libles. La Stratocaster incorporava un model de palanca unida al pont que permetia, mitjançant un sistema de ressorts, tornar a la posició original sense que resultés afectada l'afinació. El sistema corregia les deficiències de les solucions anteriors i es va convertir en l'opció més estesa per afegir a la guitarra elèctrica, una palanca amb què obtenir efectes de vibrato, només superada a la dècada dels 80 per Floyd Rose. Multitud de guitarristes han recorregut al braç de trèmol de la Fender Stratocaster i popularitzat el seu so, com, entre d'altres, Hank Marvin al capdavant de The Shadows.
Tal com ocorre amb la Fender Telecaster i altres models de Fender, és el claviller, protegit per una patent exclusiva, un dels elements que més modificacions ha sofert al llarg de la història. De fet el seu particular disseny serveix, juntament amb l'estil i la tipografia del logotip que apareix en ell, per a datar l'instrument. Els models de la dècada del 1950 i primers de la dècada del 1960, de disseny estàndard, van donar pas el 1968, després de la compra de la marca per la multinacional Columbia Broadcasting System (1965), a una pala més gran acompanyada del conegut com «logo CBS» —característic pel disseny en negre amb una tira daurada, no perquè apareguin les sigles d'aquesta companyia— que va substituir el tradicional logo de lletra Espagueti. A partir de 1995 van recuperar els models originals.

## Músics que la utilitzen

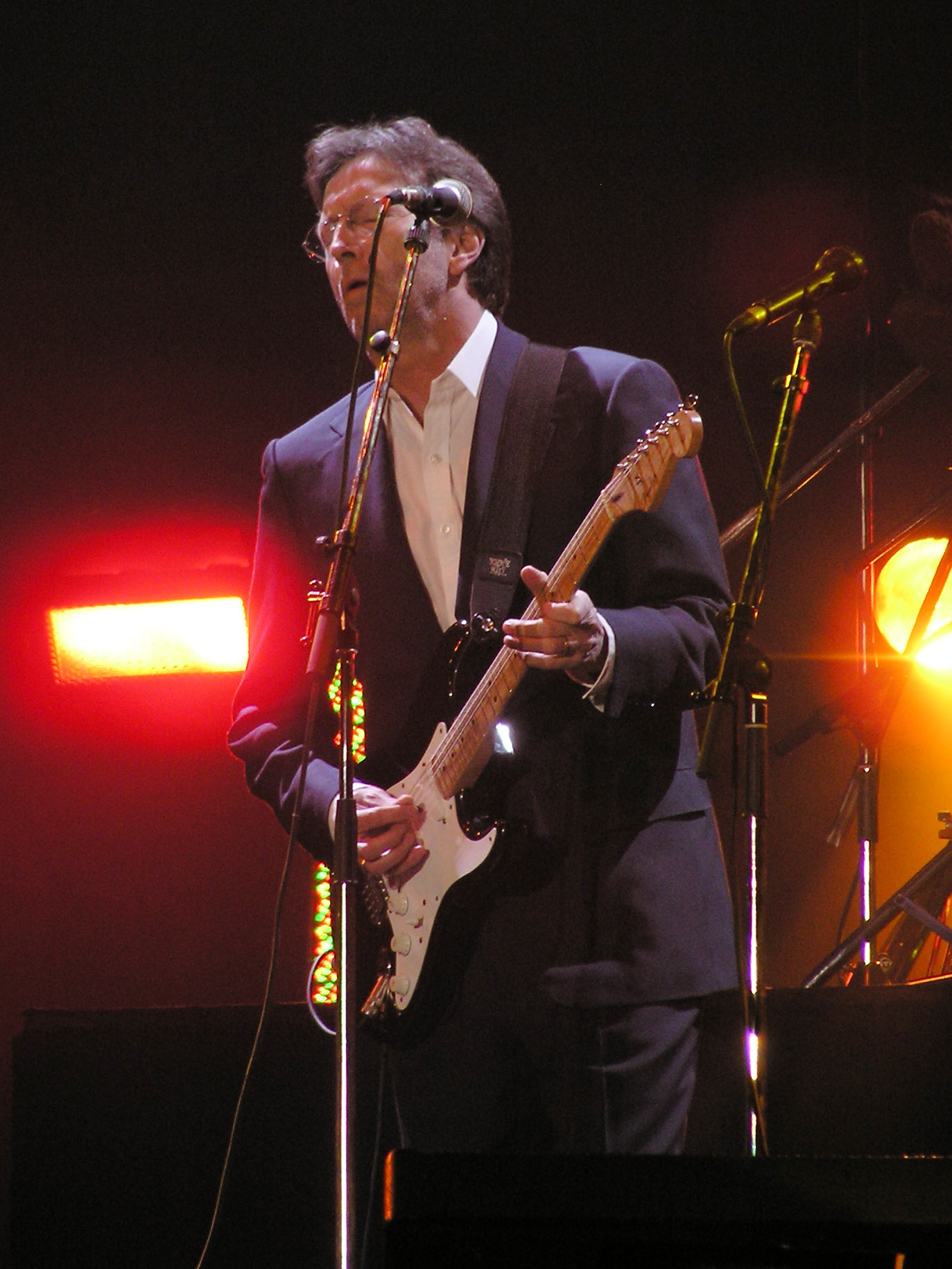
Eric Clapton amb una Fender Stratocaster durant un concert a Cardiff, 2005.

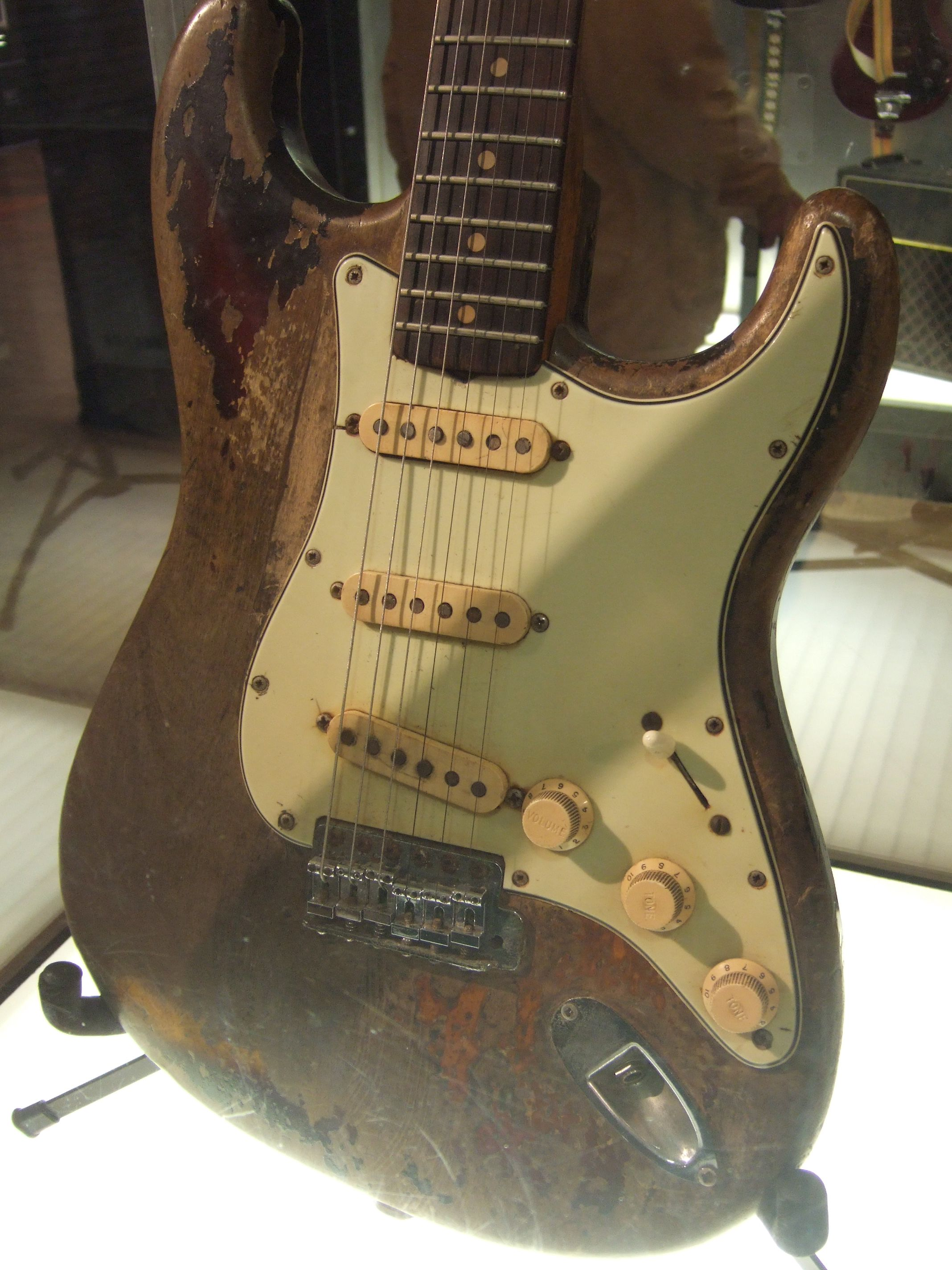
Fender Stratocaster 1961 de Rory Gallagher, durant l'exposició Born to Rock en Harrod's, 2007.

Una de les guitarres més utilitzades per cada nova generació de músics. En el món anglosaxó destaquen:
- Al Jardine
- Bob Marley (Va ser enterrat a Jamaica, el seu lloc d'origen, al costat de la seva Stratocaster)[3]
- Mark Knopfler (Dire Straits, model oficial Artist Series Fender Mark Knopfler Stratocaster)
- Walter Giardino
- Tom Morello
- John Mayer
- Richie Sambora
- Tom DeLonge (utilitza una stratocaster dissenyada per ell, que té una simple pastilla hambucker i un sol botó de volum)
- Eric Johnson
- Jorge Salán
- Buddy Guy
- Jon Buckland
- Buddy Holly: a la seva làpida està tallada aquesta guitarra.
- Noodles
- Juan Valdivia
- Kirk Hammett
- Stevie Ray Vaughan
- Eric Clapton (Model oficial Artist Series Fender Eric Clapton Stratocaster)
- Kurt Cobain
- Billie Joe Armstrong (la seva primera guitarra va ser una còpia de Stratocaster a la qual va anomenar Blue i va omplir de calcomanies, adhesius i pintures, moltes ruptures i les inicials del seu nom (BJ) pintades en vermell.)
- Pete Townshend
- Yngwie Malmsteen
- Dave Murray
- David Gilmour
- Janick Gers
- Jimi Hendrix
- Joe Perry
- Alex Turner (va ser el seu primer model de guitarra, una Stratocaster feta a Mèxic color "Arctic White". No se sap si el nom de la banda es deu al de la seva guitarra)
- Drake Bell
- The Edge
- Jeff Beck
- Ritchie Blackmore
- Alex Lifeson
- Jimmy Page (als enregistraments de l'àlbum In Through The Out Door, i al festival de Knebworth en " IN the evening", 1979)
- Eddie Van Halen
- John Frusciante
- Adrian Smith
- Hank Marvin
- Billy Corgan
- George Harrison
- Fito Cabrales
- Matthew Bellamy
- Keith Richards
- Brian Bell
- Rivers Cuomo
- Juanes
- Rory Gallagher
- Andy Summers
- Ronnie Earl
- Jim Root

Les guitarres utilitzades per músics cèlebres solen convertir-se en peces de col·leccionisme cotitzades, i així ocorre també en el cas de la Fender Stratocaster. Entre les guitarres elèctriques per les quals s'han pagat els majors preus en subhasta, es compten les Stratocaster d'Eric Clapton (Blackie, 959.500 dòlars) i Stevie Ray Vaughan (Lenny, 623.500 dòlars).